# Takeshi Kaikō

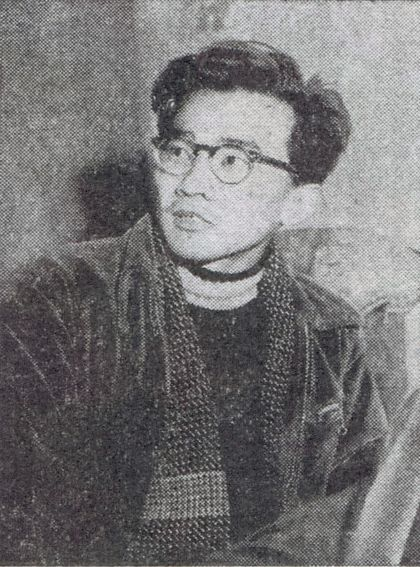
Takeshi Kaikō, 1956

Takeshi Kaikō (jap. 開高 健, als Autor in Japan auch Kaikō Ken (gleiche Schreibung); * 30. Dezember 1930 in Tennōji-ku, Osaka; † 9. Dezember 1989 in Chigasaki) war ein japanischer Schriftsteller. Er schrieb Erzählungen, Kurzgeschichten, Essays und dokumentarische Fernsehbeiträge.

## Leben
Kaikō wurde als ältester Sohn von Seigi (正義) und Fumiko (文子) geboren. Im Alter von 7 Jahren zog er mit seinen Eltern nach Osaka in den Stadtbezirk Sumiyoshi (住吉区, heute: Higashisumiyoshi). Einen Monat nach seiner Einschulung in die hiesige Mittelschule, im Mai 1943, starb sein Vater. Nach dem Zweiten Weltkrieg studierte Kaikō Jura an der Städtischen Universität Osaka. Während seiner Studienzeit beteiligt er sich an der Zeitschrift Enpitsu, die von einer Literaturgruppe unter Leitung von Eiichi Tanizawa herausgegeben wurde. Durch diese Literaturgruppe lernte er die Dichterin Yōko Maki kennen, die er 1952 heiratete. Noch im gleichen Jahr wurde ihre Tochter Michiko geboren.
Seine Frau, die bereits für Suntory arbeitete, kündigte 1954, um sich der Erziehung ihrer Tochter zu widmen, während Takeshi ihre Position in der Werbeabteilung von Suntory übernahm. Er gab für Suntory das Werbemagazin Yōshu Tengoku (洋酒天国) heraus, das u. a. durch seine Artikel ein Erfolg wurde. Nachdem er 1957 den renommierten Akutagawa-Preis erhalten hatte, beendete er seine Arbeit bei Suntory, um sich der Schriftstellerei zu widmen.
1964 berichtete er als Auslandskorrespondent für die Asahi Shimbun über den Vietnamkrieg. Er geriet im Verlaufe seiner Berichterstattung in einen Maschinengewehrhinterhalt der Guerilla, den er nur knapp mit 16 von 200 Soldaten überlebte. Die Erlebnisse des Krieges verarbeitete Kaikō in den Werken: Kagayakeru yami, Natsu no yami und Hana owaru yami (unvollendet). Er schloss sich der Beheiren-Gruppe an (Kurzform von: ベトナムに平和を！市民連合, Betonamu ni Heiwa o! Shimin Rengo, „Bürgervereinigung Frieden für Vietnam!“), einer Gruppe der Antikriegsbewegung um Makoto Oda und verließ sie wieder als der anti-amerikanische, linke Flügel der Gruppe erstarkte.
Kaikō starb mit 58 Jahren an einer Lungenentzündung infolge der Behandlung eines Tumors in der Speiseröhre. Seine Grabstätte befindet sich im Tempelkomplex des Engaku-ji in Kamakura. Im Gedenken an seine Leistungen wurde vom Verlag TBS Britanica (TBSブリタニカ, heute: Hankyū Communications 阪急コミュニケーションズ) von 1992 bis 2001 der Ken-Takeshi-Preis vergeben. Zudem vergibt der Verlag Shūeisha seit 2003 den Ken-Takeshi-Non-Fiction-Preis für nicht-fiktionale Werke.

## Preise und Auszeichnungen
- 1957 38. Akutagawa-Preis für Hadaka no ōsama (裸の王様)
- 1968 Mainichi-Kulturpreis (Kategorie: Literatur) für Kagayakeru yami (輝ける闇)
- 1979 Kawabata-Yasunari-Literaturpreis für Tama, kudakeru (玉、砕ける)
- 1981 Kikuchi-Kan-Preis
- 1987 Großer Preis für japanische Literatur für Mimi no monogatari (耳の物語)

## Werke
- 1959 Nihon sanmon opera (日本三文オペラ)
  - dt. „Japanische Dreigroschenoper“. Übersetzt von Jürgen Berndt, edition q, Berlin, 1994 ISBN 3-86124-183-8 (ursprünglich EA: Verlag Volk und Welt, 1967, Berlin)
- 1968 Ketto (決闘)
  - dt. „Das Duell“. Übersetzt von Siegfried Schaarschmidt, in: Das große Japan Lesebuch, München 1990s
- 1972 Natsu no yami (夏の闇　)
  - dt. „Finsternis eines Sommers“. Übersetzt von Jürgen Berndt, edition q, Berlin, 1993 ISBN 3-86124-228-1
- 1978 Tama, kudakeru (玉、砕ける)
  - dt. „Die zerriebene Kugel“. Übersetzt von Sigrid Pfeiffer, in: Erkundungen, 19 japanische Erzählungen, Berlin 1989

## Sonstiges
Kaikō war passionierter Angler und gilt als derjenige, der das Fangen und Freilassen zuvor gefangener Fische in Japan bekannt gemacht hat.